# 元照
元照（1048年—1116年），俗姓唐，字湛然，号安忍子，又称灵芝尊者，浙江余杭人，宋朝律宗高僧。

## 生平
他起初跟随慧鉴律师专学律宗，后跟从神悟禅师学习天台宗。之后改学南山律宗。住灵芝寺三十年，宋徽宗政和六年圆寂。其著有《观无量寿经》及《阿弥陀经》的注释，并以天台宗教旨注释《四分律删繁补阙行事钞》、《四分律含注戒本疏》、《四分律刪補隨機羯磨疏》，撰有《四分律行事钞资持记》、《四分律戒本疏行宗記》、《四分律羯磨疏濟緣記》。因为《行事钞资持记》内容与允堪注释的《行事钞会正记》立场相左，四分一宗由此分派，其法系为资持派。

## 外部連結
- 黃啟江：〈淨土詮釋傳統中的宗門意識 （页面存档备份，存于）〉。